# مدنیت (آلماتی)
مدنیت (به قزاقی: Madeniyet) یک منطقهٔ مسکونی در قزاقستان است که در شهرستان قره‌سای واقع شده‌است.